# Judo al XIV Festival olimpico estivo della gioventù europea
Le competizioni di judo al XIV Festival olimpico estivo della gioventù europea si sono svolte dal 25 al 28 luglio 2017 a Győr, in Ungheria

## Podi

### Ragazzi
| Evento | Oro                | Argento            | Bronzo               |
| −50 kg | Csanád Feczkó      | Daan Moes          | Ejder Toktay         |
| −50 kg | Csanád Feczkó      | Daan Moes          | Uladzislau Dubrouski |
| −55 kg | Mihraç Akkuş       | Beka Tsifiani      | Oleh Veredyba        |
| −55 kg | Mihraç Akkuş       | Beka Tsifiani      | Arman Gambarian      |
| −60 kg | Botond Szeredás    | Samuel Gassner     | Khetag Basaev        |
| −60 kg | Botond Szeredás    | Samuel Gassner     | Jan Svoboda          |
| −66 kg | Giorgi Chikhelidze | Petru Pelivan      | Artjoms Galaktionovs |
| −66 kg | Giorgi Chikhelidze | Petru Pelivan      | Karen Galstian       |
| −73 kg | Muhammed Koç       | Daniil Matveev     | Manuel Rodrigues     |
| −73 kg | Muhammed Koç       | Daniil Matveev     | Gergely Nerpel       |
| −81 kg | Mansur Lorsanov    | Benedek Toth       | Eugen Matveiciuc     |
| −81 kg | Mansur Lorsanov    | Benedek Toth       | Vladimir Akhalkatsi  |
| −90 kg | Mikheili Bekauri   | Denis Turac        | Eduard Şerban        |
| −90 kg | Mikheili Bekauri   | Denis Turac        | Adil Karimli         |
| +90 kg | Richárd Sipőcz     | Wojciech Kordyalik | Levan Tchelidze      |
| +90 kg | Richárd Sipőcz     | Wojciech Kordyalik | Ömer Aydın           |
| Team   | Russia             | Turchia            | Ungheria             |
| Team   | Russia             | Turchia            | Georgia              |

### Ragazze
| Evento         | Oro                 | Argento                | Bronzo              |
| −40 kg         | Jente Verstraeten   | Vusala Karimova        | Ana Bjelic          |
| −40 kg         | Jente Verstraeten   | Vusala Karimova        | Liliana Salimianova |
| −44 kg         | Amy Platten         | Timea Kardos           | Özge Andiç          |
| −44 kg         | Amy Platten         | Timea Kardos           | Hlafira Bakhur      |
| −48 kg         | Andrea Stojadinov   | Naomi van Krevel       | Brigitta Varga      |
| −48 kg         | Andrea Stojadinov   | Naomi van Krevel       | Zeliha Cinci        |
| −52 kg         | Gefen Primo         | Ramona Micula          | Szofi Özbas         |
| −52 kg         | Gefen Primo         | Ramona Micula          | Lou-Ann Masson      |
| −57 kg         | Kaja Kajzer         | Marica Perišić         | Natalia Kropska     |
| −57 kg         | Kaja Kajzer         | Marica Perišić         | Josie Steele        |
| −63 kg         | Mariam Tchanturia   | Anja Obradović         | Zarja Tavcar        |
| −63 kg         | Mariam Tchanturia   | Anja Obradović         | Anđela Samardžić    |
| −70 kg         | Viktoryia Novikava  | Nataliia Chystiakova   | Lea Adam Sendra     |
| −70 kg         | Viktoryia Novikava  | Nataliia Chystiakova   | Nina Geršiová       |
| +70 kg         | Sophio Somkhishvili | Justina Kmieliauskaitė | Marit Kamps         |
| +70 kg         | Sophio Somkhishvili | Justina Kmieliauskaitė | Petra Faragó        |
| Gara a squadre | Italia              | Russia                 | Turchia             |
| Gara a squadre | Italia              | Russia                 | Serbia              |